# Sydney Siame
Sydney Siame (Isoka, 7 ottobre 1997) è un velocista zambiano.

## Record nazionali

### Seniores
- 200 metri piani: 20"16 (+1,5 m/s) ( La Chaux-de-Fonds, 30 giugno 2019)

## Palmarès
| Anno                                  | Manifestazione               | Sede         | Evento        | Risultato  | Prestazione | Note |
| ------------------------------------- | ---------------------------- | ------------ | ------------- | ---------- | ----------- | ---- |
| In rappresentanza dello Zambia        |                              |              |               |            |             |      |
| 2014                                  | Giochi panafricani giovanili | Gaborone     | 100 m piani   | Argento    | 10"58       |      |
| 2014                                  | Mondiali juniores            | Eugene       | 100 m piani   | Semifinale | 10"68       |      |
| 2014                                  | Olimpiadi giovanili          | Nanchino     | 100 m piani   | Oro        | 10"56       |      |
| 2015                                  | Campionati africani juniores | Addis Abeba  | 100 m piani   | Bronzo     | 10"77       |      |
| 2015                                  | Mondiali                     | Pechino      | 200 m piani   | Batteria   | 21"08       |      |
| 2015                                  | Giochi panafricani           | Brazzaville  | 100 m piani   | Semifinale | dq          |      |
| 2015                                  | Giochi panafricani           | Brazzaville  | 200 m piani   | 7º         | 21"21       |      |
| 2015                                  | Giochi panafricani           | Brazzaville  | 4×100 m       | Finale     | dq          |      |
| 2016                                  | Campionati africani          | Durban       | 200 m piani   | 5º         | 20"83       |      |
| 2016                                  | Campionati africani          | Durban       | 4×100 m       | Bronzo     | 39"77       |      |
| 2017                                  | Mondiali                     | Londra       | 200 m piani   | Semifinale | 20"54       |      |
| 2018                                  | Mondiali indoor              | Birmingham   | 60 m piani    | Batteria   | 6"88        |      |
| 2018                                  | Giochi del Commonwealth      | Gold Coast   | 200 m piani   | 5º         | 20"62       |      |
| 2018                                  | Campionati africani          | Asaba        | 200 m piani   | 6º         | 20"79       |      |
| 2018                                  | Campionati africani          | Asaba        | 4×400 m       | 4º         | 3'04"98     |      |
| 2019                                  | Giochi panafricani           | Rabat        | 200 m piani   | Oro        | 20"35       |      |
| 2019                                  | Mondiali                     | Doha         | 200 m piani   | Batteria   | 20"58       |      |
| 2021                                  | Giochi olimpici              | Tokyo        | 200 m piani   | Batteria   | 21"01       |      |
| 2022                                  | Campionati africani          | Saint-Pierre | 100 m piani   | Semifinale | 10"50       |      |
| 2022                                  | Campionati africani          | Saint-Pierre | 200 m piani   | Semifinale | 21"31       |      |
| In rappresentanza della Squadra mista |                              |              |               |            |             |      |
| 2014                                  | Olimpiadi giovanili          | Nanchino     | 8×100 m mista | Argento    | 1'41"39     |      |